# Déduction fiscale
Une déduction fiscale est une somme soustraite d'un revenu, avant le calcul de l'impôt.

## Définition
Une déduction est souvent soumise à des restrictions ou conditions. Les déductions fiscales ne sont généralement admises que pour les dépenses engagées qui produisent des avantages actuels.

## En France
En matière d'impôt sur le revenus, une déduction est une somme soustraite pour le calcul de l'impôt :
- d'un revenu catégoriel. Exemple : les frais professionnels du salaire ou traitement ;
- du revenu brut global. Exemple : les pensions alimentaires.